# Büttel (Elbe)
Pour les articles homonymes, voir Büttel.
Büttel est une commune allemande de l'arrondissement de Steinburg, Land de Schleswig-Holstein.

## Géographie
Büttel se trouve sur l'Elbe.
La Bundesstraße 5 traverse la commune.

## Histoire
Büttel est mentionné pour la première fois en 1318, mais fut sans doute créé par les Francs. Lors d'une bataille que Gérard III de Holstein fait en 1331 avec le roi danois, un habitant de Büttel lui sauve la vie ; pour le remercier, il exempt le village d'impôts.
Après la construction du canal de Kiel, le port de Büttel devient obsolète au profit de celui de Brunsbüttel.

## Personnalités liées à la commune
- Elfriede Kaun (1914-2008), athlète.